# The Ames Brothers

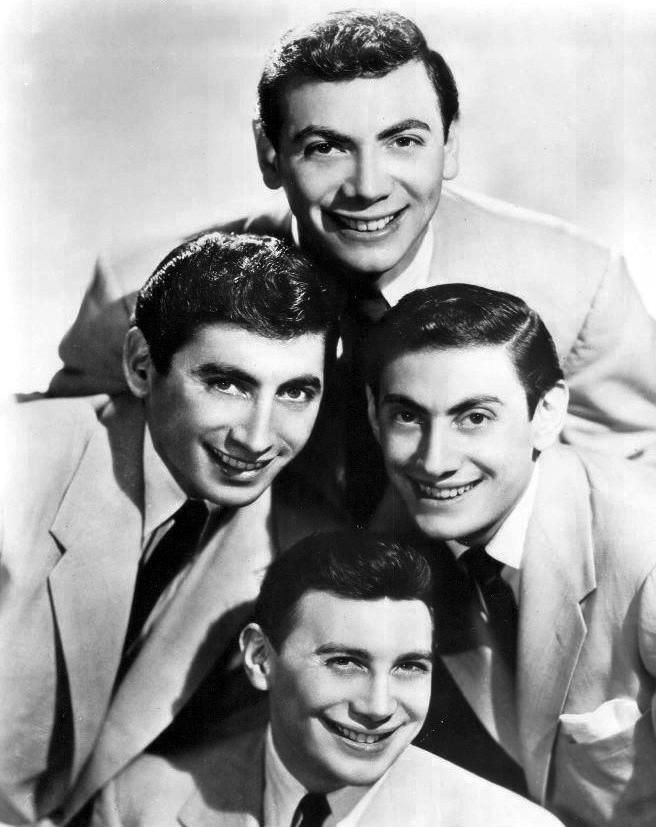
The Ames Brothers (1955)

The Ames Brothers waren ein US-amerikanisches Vokalquartett der 1950er Jahre.
Das Quartett mit dem Geburtsnamen Urick bestand aus Joe (eigentlich Joseph) (* 3. Mai 1924 – 22. Dezember 2007), Gene (* 13. Februar 1925 – 26. April 1997), Vic (20. Mai 1926 – 23. Januar 1978) und Ed Ames (geboren als Edmund Dantes am 9. Juli 1927 – 21. Mai 2023), die in Armut aufwuchsen und 1947 ins Showgeschäft einstiegen.

## Geschichte
Nach dem Gewinn verschiedener lokaler Talentwettbewerbe kamen sie über Auftritte in Bostoner Nachtclubs nach New York und Los Angeles. 1948 erschien ihre erste Platte A Tree In The Meadow, auf der sie als Begleitchor der Sängerin Monica Lewis zu hören waren, die Single erreichte Platz 22 der Bestseller-Charts. Im gleichen Jahr erschienen auf dem Decca-Sublabel Coral Records ihre ersten Solo-Platten, aber ihre ersten Singles waren erfolglos. Erst ihre fünfte Singleveröffentlichung You, You, You Are The One konnte im Februar 1949 Platz 23 der Charts erreichen. Den Durchbruch ihres Harmonie-Gesangs hatten sie 1950 mit dem Doppelhit Sentimental me / Rag Mop, die Titel erreichten Platz 3 bzw. Platz 1 der Charts. Die Ames Brothers hatten zwischen Juni 1950 und März 1953 weitere 15 Charthits. Ihre größten Erfolge bei Coral Records in dieser Zeit waren 1950 Can Anyone Explain auf Platz 7 und Undecided (1951) mit Les Brown – komponiert von Sid Robin – auf Platz 2. Anfang 1953 unterschrieben sie einen Plattenvertrag bei RCA Records, und bereits ihre erste Single bei RCA You You You wurde im Sommer 1953 ein großer Erfolg und erreichte Platz 2 der Singles-Charts. Auch die Titel The Man With The Banjo und The Naughty Lady of Shady Lane waren Top-10-Hits. Die Ames Brothers erhielten daraufhin eine eigene Fernsehshow, die wiederum mehrere Songs zu Hits machte. Auf allen RCA-Aufnahmen wurden sie vom Orchester Hugo Winterhalter begleitet.
Mit dem Beginn der Rock-’n’-Roll-Ära ließ der Erfolg nach. 1957 landeten sie mit Melodie D'Amour einen Top-20-Hit.
Gegen Ende ihrer Karriere hatten die Ames Brothers Anfang 1958 auch in der Bundesrepublik einen Hit mit Melodie d'amour, der Platz 16 der Singles-Charts erreichte.
Bis 1961 bei RCA unter Vertrag, wechselte die Gruppe für ihre letzten Singles 1962–63 zu Epic Records (Sublabel von Columbia / CBS). Ed Ames setzte in der Mitte der 1960er Jahre seine Karriere sowohl als Solist, wie als Schauspieler fort.

## Alben (Auswahl)
- 1950: The Ames Brothers sing a song of Christmas
- 1951: In the evening by the moonlight
- 1951: Hoop-de-doo
- 1952: Home on the Range
- 1954: It must be true
- 1955: Four brothers
- 1957: Love serenade
- 1958: Destination moon
- 1959: Words and music

## Hits
Auswahlkriterium: Alle Titel in den Top 20 der US-Bestselling-Charts
- 1950: Sentimental Me # 3, Rag Mop # 1, Can Anyone Explain # 7
- 1951: Undecided mit Les Brown # 6
- 1953: You you you # 2
- 1954: The Man With The Banjo # 7, The Naughty Lady of Shady Lane # 3
- 1956: It Only Hurts For A Little While # 15
- 1957: Melody D'Amour # 12
- 1958: Pussy Cat # 17